# Château de Châteaufer
Le château de Châteaufer ou château du Breuil est un édifice protégé des monuments historiques, situé sur la commune de Bruère-Allichamps, dans le département français du Cher.

## Historique

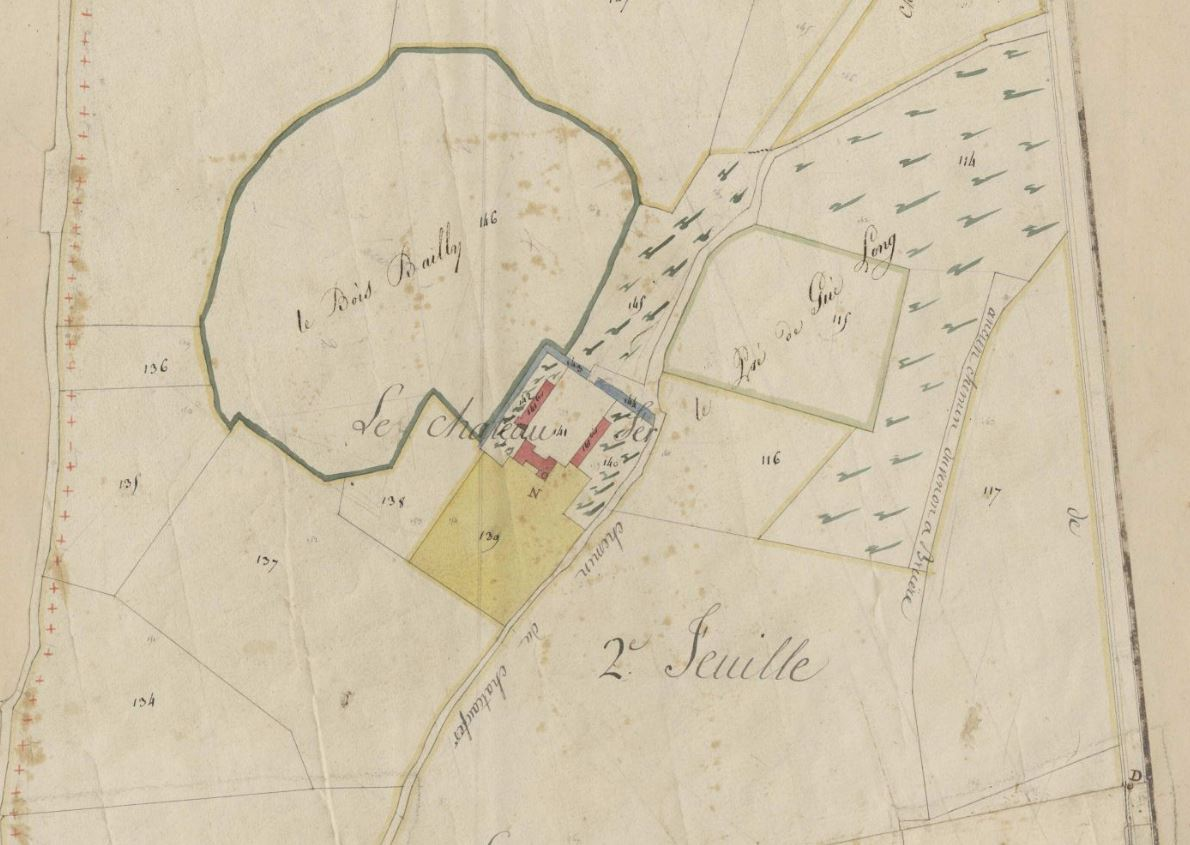
Châteaufer sur le cadastre napoléonien de 1813.

Construit entre 1666 et 1670 sur l'emplacement de l'ancien hôtel seigneurial du Breuil (fief relevant de Bruère attesté dès le XIVe siècle) le château de Chateaufer est le dernier témoin de l'architecture civile du XVIIe siècle dans le Berry.
Situé sur le territoire de l'ancienne paroisse d'Allichamps, aujourd'hui Bruères-Allichamps, à la limite du Berry et du Bourbonnais, il fut construit pour Charles Le Fer, receveur général des Finances à Bourges, qui lui laissa son nom.
A la fin du XIXe siècle, un important haras consacré à la production de chevaux destinés à la remonte de l’armée française (remplaçant ceux blessés ou tués au combat) est créé dans les communs. Il sera fermé à la fin de la première guerre mondiale avec la forte réduction de l'utilisation du cheval dans les unités de combats de l'armée française.
En 1917, des troupes américaines sont cantonnées dans l'annexe de la remonte. Arrivés le 4 juillet 1918, les soldats séjournent à Châteaufer pendant deux années.
En 1939, certains bâtiments sont transformés en camp d'accueil pour des réfugiés de la guerre civile espagnole.
Le 17 février 1939, on comptait 677 personnes dans le camp d'enfermement de l'Abbaye de Noirlac dont 233 femmes et 373 enfants  mais en avril 1939, jean Zay, alors ministre des Beaux-Arts avait demandé l'évacuation des bâtiments de l'Abbaye classés Monuments Historiques.
Le préfet n'avait pas pu obtempérer immédiatement faute de solution de recours  et c'est en octobre 1939 que les réfugiés encore présents à Noirlac seront transférés à Chateaufer .

Depuis 2002, le château est  lui aussi classé inscrit aux Monuments Historiques. Les nouveaux propriétaires ont entrepris de nombreux travaux pour le rénover,.

## Propriétaires du château de Châteaufer

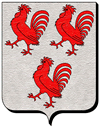
Blason de la famille Le Fer.
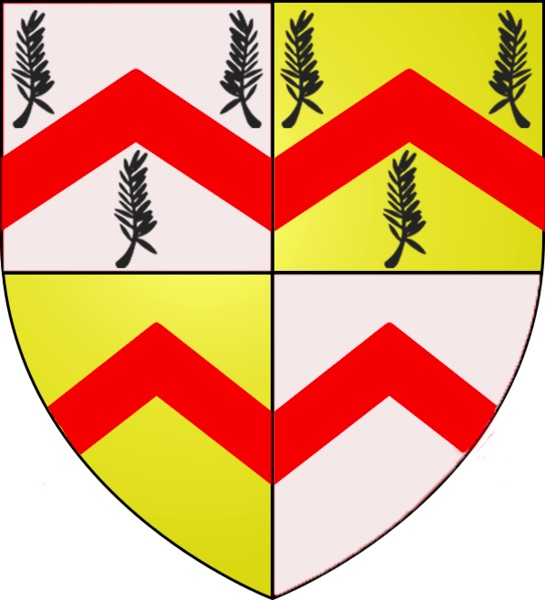
Blason de la famille Robin de Coulogne.

|                                                                                        |  |  |
| Le vicomte et la vicomtesse de Châteaufer, Charles Robin de Coulogne et Hermine Ogier. |  |  |

Au début du XVIe siècle, Nicolas Gibot d'une honorable famille de la Touraine et de l'Anjou est dit seigneur du Breuil et de Sausay.
Entre 1666 et 1670, le château actuel est construit par Charles Le Fer, seigneur du Breuil et de Sausay qui le lègue à sa fille Marguerite Le Fer à son décès en 1695 (armes de la famille Le Fer : D'argent à trois coqs de gueules).
En 1698, Antoine François Robin (1657-1722), chevalier de Saint-Louis, vicomte de Coulogne, descendant à la 12e génération de Jean Ier de Valois, duc de Berry, épouse Marguerite Le Fer qui apporte le domaine à la famille Robin et dont certains des descendants se feront appeler par la suite Robin de Châteaufer.
Son fils, Charles Désiré Robin de Coulogne, lieutenant-colonel au corps royal de l'artillerie et du génie, commissaire provincial de l'artillerie, père de Charles-Jacques-Désiré Robin de Coulogne, est né au château de Châteaufer le 10 mai 1703 (armes de la famille Robin de Coulogne: écartelé aux 2 et 3 d'or, au chevron de gueules, accompagné de 3 palmes de sable, 1 et 2, celles du chef adossées).
La famille Robin possédaient également à proximité le château de Prégirault (commune de Saint-Loup-les-Chaumes, Cher) et le château d'Orcenais (Cher).
En 1731, le château appartient à Balthasar Robin de Châteaufer. Il est vendu par la fille de celui-ci en 1774 à Catherine-Athenais et Étienne Boucart de Châteaufer, né vers 1730, écuyer officier de la chambre du Roi, chevalier de l'ordre du Roi du Portugal, ancien major au service de l'Impératrice de toutes les Russies, ex-contrôleur des bâtiments du comte d'Artois,. D'après Buhot de Kersers, dans une chapelle annexe, construite par Le Fer en 1670, le curé-prieur d'Allichamps devait, à titre de fondation, dire la messe cinq fois par an. Ce droit fut l'objet de différents entre le curé Pajonnet et les de Coulogne qu'il est un motif de la vente, en 1774. En 1789, il appartient à la veuve Boucart.

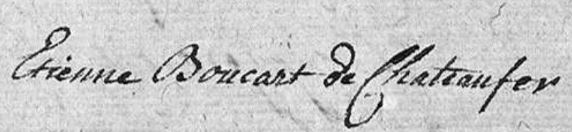
Signature d'Etienne Boucart de Châteaufer.

## Description
Le château est formé d'un corps logis rectangulaire terminé par deux ailes saillantes. Un premier étage domine le tout. Les portes sont entourées de pilastres doriques et surmontées d'un fronton très bas. Les lucarnes sont également à fronton. L'une des ailes abrite l'escalier en pierre rampe sur rampe. Le rez-de-chaussée est peu développé, un étage noble et des combles couverts de tuiles plates. Aucune rupture dans la ligne de faîte des toitures ne vient modifier l'horizontalité de l'ensemble. Le décor est simple et les seuls éléments sculptés sont réservés aux encadrements des portes et des lucarnes de la façade antérieure. Les bâtiments agricoles sont intégrés à la composition d'ensemble et soulignent le plan symétrique. À l'intérieur sont conservés des décors peints sur les murs datant de la construction.
Sont protégés notamment le corps de logis ; la chapelle située à l'extrémité sud ; les façades et les toitures des deux bâtiments de communs situés dans l'avant-cour ; le portail d'entrée et le mur de clôture de l'avant-cour ; les fossés.